# Erzbistum Durban
Das Erzbistum Durban (lateinisch Archidioecesis Durbaniana, englisch Archdiocese of Durban) ist eine in Südafrika gelegene Erzdiözese der römisch-katholischen Kirche mit Sitz in Durban.

## Geschichte
Das Erzbistum Durban wurde am 15. November 1850 durch Papst Pius IX. aus Gebietsabtretungen des Apostolischen Vikariates Kap der Guten Hoffnung als Apostolisches Vikariat Natal errichtet. Das Apostolische Vikariat Natal gab in seiner Geschichte mehrmals Teile seines Territoriums zur Gründung neuer Apostolischer Präfekturen und Apostolischer Vikariate ab.
Am 11. Januar 1951 wurde das Apostolische Vikariat Natal durch Papst Pius XII. zum Erzbistum erhoben und in Erzbistum Durban umbenannt. Das Erzbistum Durban gab am 23. Juni 1958 Teile seines Territoriums zur Gründung der Apostolischen Präfektur Volksrust ab.

### Apostolische Vikare von Natal
- Marie-Jean-François Allard OMI, 1851–1874
- Charles-Constant Jolivet OMI, 1874–1903
- Henri Delalle OMI, 1903–1946
- Denis Eugene Hurley OMI, 1946–1951

### Erzbischöfe von Durban
- Denis Eugene Hurley OMI, 1951–1992
- Wilfrid Fox Kardinal Napier OFM, 1992–2021
  - Abel Gabuza, 2018–2021 (Koadjutorbischof)
- Mandla Siegfried Jwara CMM, seit 2021